# Hydroptila quinaria
Hydroptila quinaria is een schietmot uit de familie Hydroptilidae. De soort komt voor in het Oriëntaals gebied.